# اسماعیل‌کهریزی
اسماعیل‌کهریز،روستایی است از توابع بخش حاجیلار شهرستان چایپاره در استان آذربایجان غربی ایران.

## جمعیت
این روستا در دهستان حاجیلار شمالی قرار داشته و بر اساس سرشماری سال ۱۳۸۵ جمعیت آن ۱۸۱نفر (۴۸ خانوار) 
بوده است.